# Glomeridesmus rotundatus
Glomeridesmus rotundatus är en mångfotingart som beskrevs av Loomis 1964. Glomeridesmus rotundatus ingår i släktet Glomeridesmus och familjen Glomeridesmidae. Inga underarter finns listade i Catalogue of Life.